# نادي توسنو
نادي توسنو (بالروسية: Тосно)‏ هو نادي كرة قدم روسي تأسس في 2013 ، يقع مقره الرئيسي في تيخفين، ويلعب في الدوري الروسي الممتاز.

## وصلات خارجية
- الموقع الرسمي